# Piero Bargellini
Pier Francesco Bargellini, conosciuto come Piero (Firenze, 5 agosto 1897 – Firenze, 28 febbraio 1980) è stato uno scrittore, politico e dirigente pubblico italiano, sindaco di Firenze durante l'alluvione del 1966.

## Biografia
Nato nel 1897, iniziò la sua formazione in scuole tecniche, seguendo l'indirizzo ed i consigli del padre, che era ingegnere dell'Istituto Geografico Militare. Si diplomò geometra nel 1914 all'Istituto Tecnico fiorentino ed ebbe come compagno Carlo Betocchi, futuro poeta e amico stimato per tutta la vita, anche quando i loro percorsi divergeranno.
Durante la Grande Guerra fu sottotenente del 19º Artiglieria di campagna e si distinse per il suo coraggio. Dopo la guerra iniziò a frequentare la Facoltà di Agraria dell'Università di Pisa, ma abbandonò ben presto gli studi tecnici per frequentare i corsi di lettere, e poi i corsi di pittura presso l'Accademia di Belle Arti.
Abbandonata l'università, ottenne l'abilitazione magistrale. Maestro elementare, poi direttore didattico, nel 1937 fu nominato, per meriti eccezionali, ispettore centrale del ministero dell'Educazione Nazionale, incarico che lasciò nel 1948.
Era nonno di Sara Funaro, a sua volta eletta sindaca di Firenze nel 2024.

### Attività giornalistica e divulgativa
Bargellini fu un animatore del dibattito culturale cattolico: dopo aver fondato e diretto dal 1923 il Calendario dei pensieri e delle pratiche solari, nel 1929 fondò Il Frontespizio, periodico cattolico di cultura e apologetica del quale fu direttore e ispiratore fino al 1938. Carlo Betocchi e Nicola Lisi furono i primi collaboratori. Per Il Frontespizio scrissero Mario Luzi, lo stesso Betocchi, Carlo Bo e Giuseppe De Luca.
Dopo aver lasciato la direzione della rivista (che venne chiusa nel 1940) si occupò soprattutto di divulgazione popolare. S'interessò in particolare di storia e di arte e dedicò gran parte delle sue pubblicazioni a Firenze, che fece conoscere e amare anche agli stessi fiorentini. Si dedicò inoltre alla redazione di molti testi scolastici e didattici ed approfondì le sue conoscenze letterarie, confluite poi nell'opera in due volumi Pian dei Giullari, panorama storico della letteratura italiana (1946-1950).
Accolse sulle pagine di Frontespizio scritti che criticavano la filosofia del regime, fino all'articolo di Giovanni Papini Razzia dei Razzisti (dicembre 1934), dura reprimenda di ogni discriminazione. 
La sua presunta adesione al Manifesto della razza in appoggio all'introduzione delle leggi razziali fasciste è stata recentemente messa in discussione. Bargellini stesso, nonostante negli anni Trenta avesse manifestato toni antigiudaici, scrisse (luglio 1938) un articolo di dissenso O razza, o stirpe, o schiatta sempre per la rivista Frontespizio; inoltre nel contemporaneo epistolario con Papini (Roma, 2006) sono rintracciabili toni di accorata protesta.

### Attività editoriale

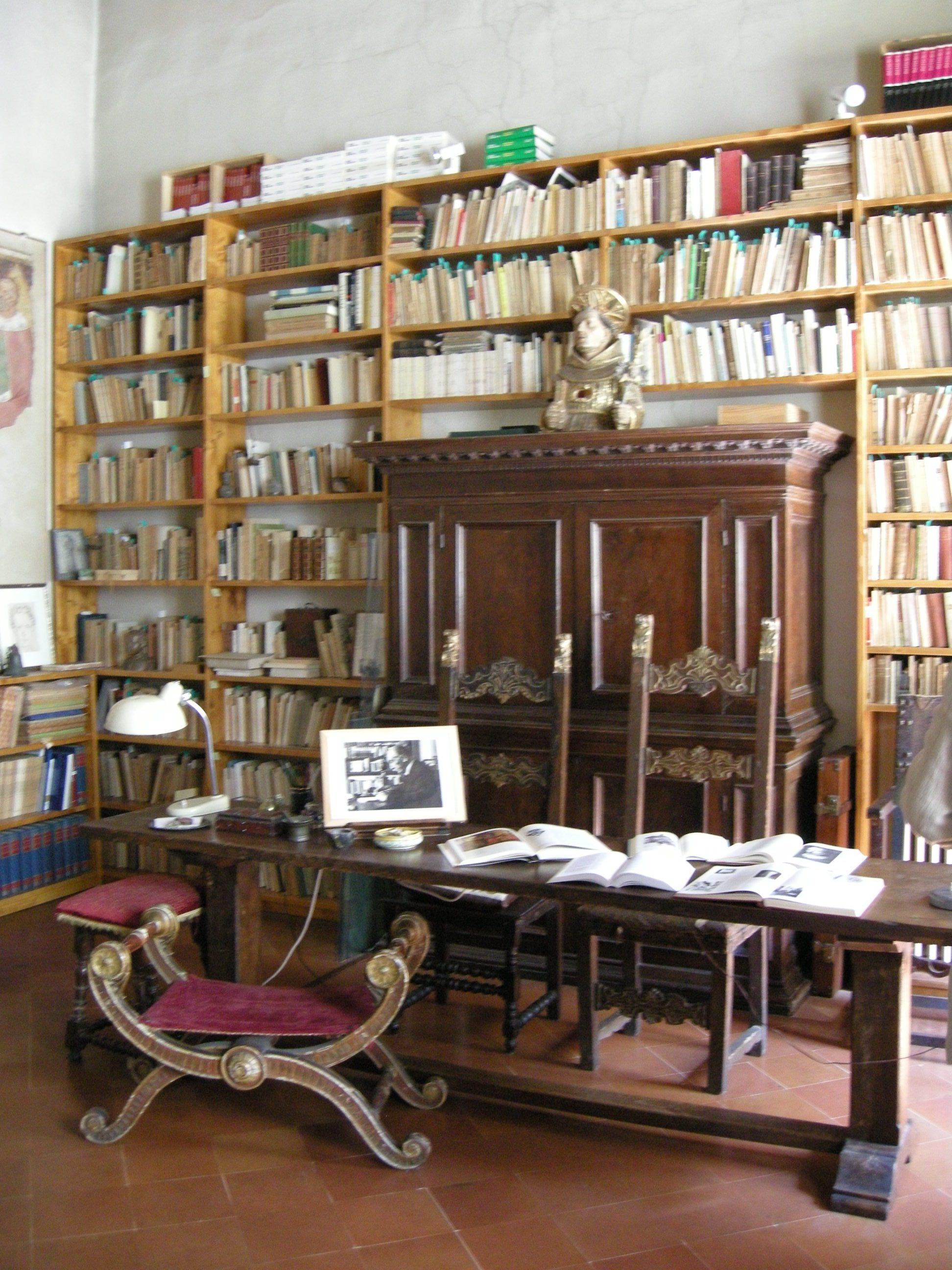
Lo studio di Piero Bargellini a Firenze, palazzo Bargellini

Bargellini fu uno scrittore molto prolifico, profondamente consapevole e fiero della sua "fiorentinità". Fu divulgatore e ambasciatore della cultura e dell'arte fiorentina nel mondo. Prosatore arguto e vivace, tanto da ricordare talvolta Giovanni Papini, dedicò i suoi studi e le sue fatiche letterarie alla storia, all'arte e alla spiritualità. I suoi lavori più belli sono forse i ritratti di santi e poeti, di ambienti e periodi storici e artistici, soprattutto della sua amata Toscana.
Raggiunse una certa notorietà con le sue prime opere: Fra Diavolo (1932) e San Bernardino da Siena (1933). L'ispirazione cattolica ed apologetica lo guidò fin dall'inizio della sua attività culturale e letteraria, tesa a propiziare l'incontro tra la fede e la cultura. Non è un caso che proprio una delle prime opere di Bargellini, Figlio dell'Uomo, Figlio di Dio, edita nel 1933 da Morcelliana, sia stata scritta a quattro mani con il presbitero lucano Giuseppe De Luca, pensatore e rigoroso studioso; con lo stesso don De Luca scrisse "Dall'antico al nuovo Adamo" nel 1935 e "La barca del pescatore" nel 1938, sempre editi da Morcelliana.
I suoi scritti di spiritualità sono stati dedicati per lo più all'agiografia. In tal genere fu capace di raccogliere le tradizioni e le leggende con simpatia e, pur correggendo il facile amore popolare per il meraviglioso, lo indirizzò nuovamente all'evangelica sostanza senza cancellarne il ricordo. Eccellenti opere letterarie sono la biografia di san Bernardino da Siena (per stendere quest'opera pregevole egli attinse abbondantemente dai Sermoni dell'illustre Santo toscano) e la biografia di san Francesco; scrisse anche la prefazione alla pubblicazione delle opere di Camilla da Varano, ossia la clarissa suor Battista. A livello popolare furono molto noti i volumi sui Santi del giorno, trascritti da conversazioni radiofoniche quotidiane.

### Carriera politica

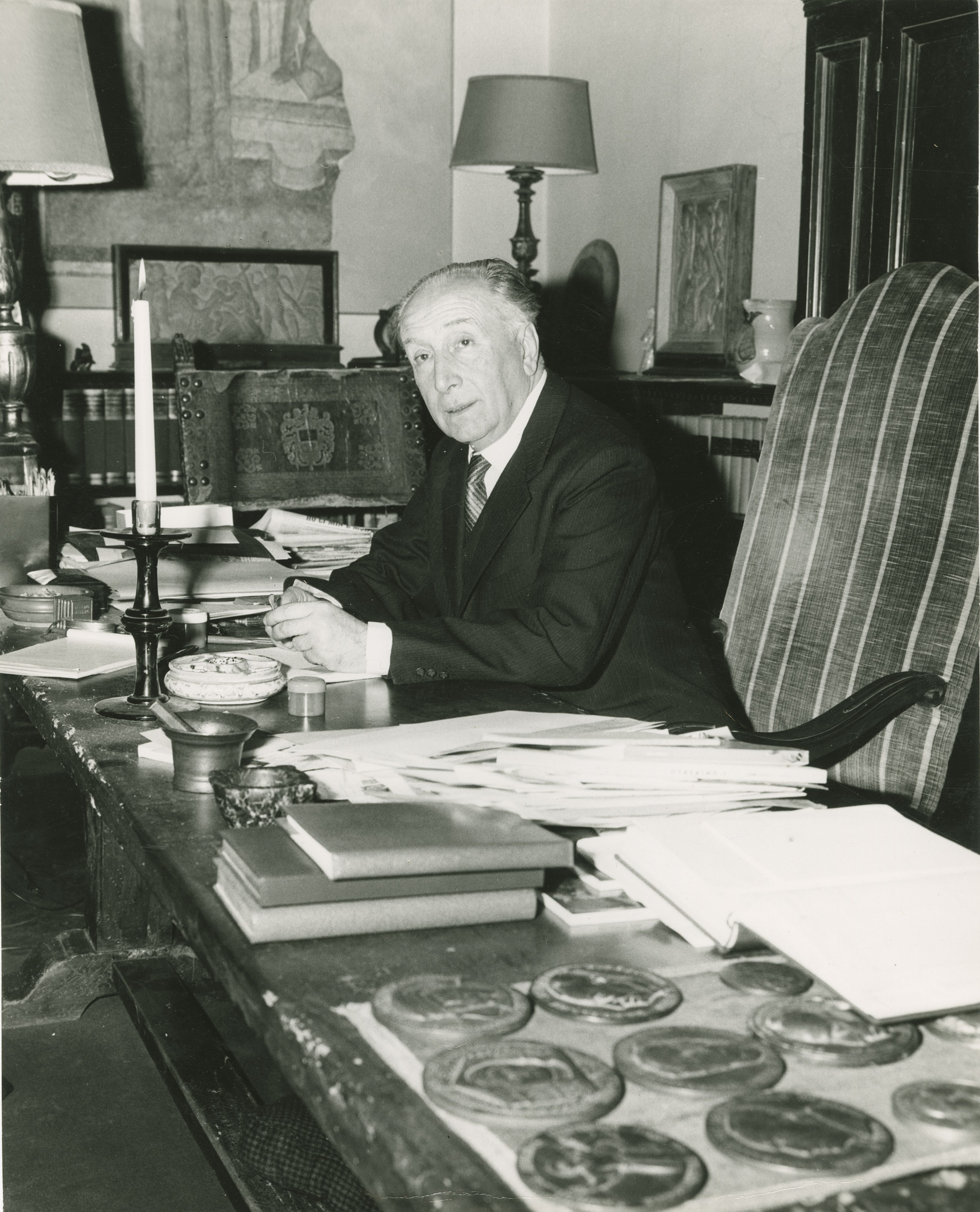
Piero Bargellini nel 1968 nel suo studio. Archivio storico del Touring Club Italiano.

#### Assessore sotto La Pira
Dopo la fine della seconda guerra mondiale Bargellini aderì alla Democrazia Cristiana.
Per la sua comprovata competenza letteraria ed artistica, e certamente anche per la sua fede cattolica, Giorgio La Pira, detto il "Sindaco Santo" di Firenze, lo volle accanto a sé come assessore alle Belle Arti e alla Pubblica Istruzione. Sotto la sua guida fu istituito un Comitato per l'Estetica Cittadina, ente benemerito che restaurò palazzi, monumenti e tabernacoli; tra l'altro rieresse la colonna dell'Abbondanza e la loggia del Pesce, che erano stati smantellati settant'anni prima durante il "risanamento" del Mercato Vecchio. Con la sua attività fu inoltre riscattato il Forte Belvedere, rinnovate le mense scolastiche, creata la Mostra dell'Antiquariato e furono potenziati il Maggio Musicale Fiorentino e la Mostra dell'Artigianato.

#### Sindaco di Firenze: la grande alluvione
(Piero Bargellini, parlando alla radio durante l'alluvione.)

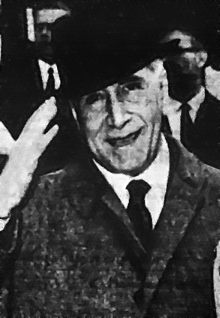
Piero Bargellini sindaco di Firenze nel 1967.

Il 29 luglio 1966 fu eletto sindaco di Firenze, rimanendo in carica fino al 3 novembre 1967. 
Affrontò con coraggio i giorni drammatici dell'alluvione abbattutasi sulla città nei primi di novembre del 1966, chiamando a raccolta tutte le forze, cittadine e no (basti pensare ai coraggiosi bagnini della Versilia giunti in città con pattìni e gommoni), venendo in seguito ricordato da tutti come il "Sindaco dell'alluvione". Nei giorni successivi al disastro per far fronte alla situazione d'emergenza Bargellini, coadiuvato dalla prefettura fiorentina, utilizzò le unità dell'esercito inviate in città per liberare le strade dal fango, mise al lavoro gli operai della Nuovo Pignone e i sommozzatori della polizia di stato per ripristinare i servizi idrici e liberare le fogne e requisì abitazioni private sfitte per alloggiarvi temporaneamente gli sfollati. Sul lungo periodo cercò di stimolare la ripresa economica attraverso la circolazione del denaro in città ed i consumi distribuendo le offerte di denaro provenienti da tutto il mondo, stimolando la creazione di fondi per gli artigiani e le piccole imprese sinistrate, istituendo un fondo per chi nell'alluvione aveva perso tutto il proprio mobilio, raccogliendo e distribuendo stufe a gas e a cherosene per combattere l'umidità ed i rigori dell'inverno.
In quel momento difficile il sindaco lamenterà la poca attenzione data inizialmente dai telegiornali alla catastrofe abbattutasi sulla città oltre che i ritardi negli aiuti (che per i primissimi tempi arrivarono solamente dagli angeli del fango) da parte dello stato centrale non pienamente cosciente del dramma fiorentino. L'azione di Bargellini riuscirà a riportare la città ad una sorta di normalità in poche settimane, tanto che fu possibile addobbare il centro storico per le feste di Natale con alberi decorati con residuati dell'alluvione. In quei giorni, in qualità di sindaco, ebbe modo di incontrare, tra gli altri, Amintore Fanfani, i ministri Paolo Emilio Taviani, Giovanni Pieraccini, Luigi Gui, il presidente del consiglio Aldo Moro, il presidente del Senato Cesare Merzagora, il presidente della repubblica Giuseppe Saragat, Papa Paolo VI e Ted Kennedy venuti a visitare la città dopo l'alluvione.
Non tutti ricordano che nel novembre 1966, al momento dell'alluvione, la giunta comunale fiorentina guidata da Bargellini era dimissionaria dalla fine di settembre ed avrebbe dovuto rassegnare l'incarico l'8 novembre. Come raccontò la figlia Bernardina Bargellini Nardi nel libro intitolato L'alluvione di Piero Bargellini, durante l'inondazione anche il palazzo ove abitavano i Bargellini, situato nel quartiere di Santa Croce, fu duramente colpito dalle acque, da allora il sindaco venne chiamato dalla popolazione, con umorismo tipicamente fiorentino, "primo alluvionato" anziché primo cittadino.

#### Anni successivi
La sua vita politica, negli anni seguenti, proseguì in Parlamento venendo eletto nel 1968 al Senato e, successivamente, nel 1972 alla Camera dei deputati.

### Morte
Morì il 28 febbraio 1980 all'età di 82 anni. Vennero pubblicate su di lui postume pagine autobiografiche. Fu sepolto nel cimitero di Trespiano a Firenze. Il 18 gennaio 1988 gli venne intitolato nella sua città il largo Bargellini presso la basilica di Santa Croce, non lontano dal palazzo in cui abitò in via delle Pinzochere.

## Opere
- Materiali nostrali da costruzione, Signa, Istituto Agrario Cavalcanti, 1922.
- Scritti a Maggio, Pistoia, Grazzini, 1931.
- Fra Diavolo, Firenze, Vallecchi, 1932.
- San Bernardino da Siena, Brescia, Morcelliana, 1933. Premio Viareggio, terzo premio di Narrativa;[8]
- Giosuè Carducci, Brescia, Morcelliana, 1934.
- Architettura, Firenze, Il Frontespizio, 1934.
- Dall'Antico al Nuovo Adamo, corso di religione in 3 voll., Brescia, Morcelliana, 1935.
- Figlio dell'Uomo, Figlio di Dio, con  Don Giuseppe De Luca, Brescia, Morcelliana, 1936.
- David, Brescia, Morcelliana, 1936.
- Pellegrino alla Verna, Stamperia della Verna, 1937.
- Città di pittori, Firenze, Vallecchi, 1939.
- Via Larga, Firenze, Vallecchi, 1940.
- Ritratto virile, Brescia, Morcelliana, 1940.
- San Francesco d'Assisi, Torino, Utet, 1941.
- La verità di Pinocchio, Brescia, Morcelliana, 1942.
- La giostra, Firenze, Vallecchi, 1942.
- Volti di pietra, Firenze, Vallecchi, 1943.
- L'impietrito, (ma di Lelia Cartei Bargellini), Firenze, Vallecchi, 1943.
- Architettura con fregio polemico, Firenze, Vallecchi, 1943.
- A veglia con Renato Fucini, Firenze, Vallecchi, 1943.
- Caffè Michelangiolo, Firenze, Vallecchi, 1944.
- Pena dell'Ottocento, Brescia, Morcelliana, 1944.
- La paura. Racconti per ragazzi coraggiosi, (ma di Lelia Cartei Bargellini), Firenze, Cennini, 1945.
- Pian dei Giullari, 10 voll., (panorama storico della letteratura italiana), Firenze, Vallecchi, 1945-1946.
- Amor Profano, Milano, Istituto La Casa, 1946.
- La fiaba pittorica di Benozzo Gozzoli, Firenze, Arnaud, 1946.
- Il sogno nostalgico di Sandro Botticelli, Firenze, Arnaud, 1946.
- Sagrato, Pisa, Edizione Salesiana, 1946.
- Libello contro l'architettura organica, Firenze, Vallecchi, 1946.
- Sant'Antonino da Firenze, Brescia, Morcelliana, 1947.
- Fiori d'arancio, con Benvenuto Matteucci, Firenze, Libreria editrice Fiorentina, 1947.
- Il giglio dei Gonzaga, San Luigi, Firenze, Fontelucente, 1947.
- Nascita e vita dell'architettura moderna, con Enrico Freyrie, Firenze, Arnaud, 1947.
- Il pastore angelico. Vita di Pio XII, Firenze, Sansoni, 1948.
- Disegni e incisioni di artisti italiani contemporanei, Firenze, Le Monnier, 1948.
- Il Ghirlandaio del bel mondo fiorentino, Firenze, Arnaud, 1948.
- La donna italiana nel tempo antico, Firenze, CYA, 1948.
- La pittura del Beato Angelico, Firenze, Del Turco, 1949.
- Amoroso viaggio in terra francescana, con Vittorio Vettori, Firenze, Alvernia, 1949.
- LUI - Racconti della vita di Gesù, Firenze, Vallecchi, 1949.
- LEI - Racconti della vita di Maria, Firenze, Vallecchi, 1950.
- Firenze, fiore del mondo, con Giovanni Papini, Ardengo Soffici, Giovanni Spadolini, Firenze, L'Arco, 1950.
- La soave mestizia del Perugino, Firenze, Del Turco, 1950.
- Aspetti maggiori di Firenze, Firenze, Azienda Autonoma di Turismo, 1950.
- Mostra personale del pittore Orazio Toschi, Firenze, Vallecchi, 1950.
- Vedere e capire Firenze. Guida storico-artistica, Macrì, 1950 (e Arnaud, 1968).
- Visitare e sentire Assisi, Firenze, Arnaud, 1951.
- Santa Chiara, Firenze, Vallecchi, 1952.
- Tre Toscani, (Collodi, Fucini, Vamba), Firenze, Vallecchi, 1952.
- Chiodi solari, Brescia, Morcelliana, 1952.
- Canto alle rondini, Firenze, Vallecchi, 1953.
- I Fioretti di Santa Chiara, Assisi, Porziuncola, 1953.
- Le pitture di Alessandro Allori nel Palazzo Salviati in Firenze, Firenze, a cura della Banca Toscana, 1953.
- La storia dell'Immacolata, Firenze, Vallecchi, 1954.
- I chiostri di S. Maria Novella e Cappellone degli Spagnoli, Firenze, Arnaud, 1954.
- La Madonna nell'arte, Roma, Edizioni Paoline, s.d..
- Tiburzi, Firenze, Vallecchi, 1955.
- Il Convento di San Marco e il Beato Angelico, Firenze, Stef, 1955.
- Ghirlanda per Firenze, Milano, Mondadori, 1956.
- Giovanni Papini, Verona, Quaderni della cattedra Francescana, 1956.
- San Miniato al Monte nella storia e nell'arte, Firenze, Arnaud, 1956.
- Santi come uomini, Firenze, Vallechi, 1956.
- Palazzo Vecchio, Milano, Le Stelle, 1957.
- In lizza per l'arte, Firenze, Vallecchi, 1957.
- L'insegnamento dell'italiano, con Ferdinando Giannessi, Mario Luzi, A. Pasa, Treviso, Canoviana, 1957.
- Belvedere: Panorama storico dell'arte, 12 voll. dall'Arte Greca all'Arte del Novecento, Firenze, Vallecchi, 1957.
- La Divina Commedia, 3 voll., Firenze, Vallecchi, 1957-1966.
- Santi del giorno, 2 voll., Firenze, Vallecchi, 1958.
- Aspetti minori di Firenze, Firenze, Azienda Autonoma di Turismo, 1958.
- Il Natale nella storia, nella leggenda, nell'arte, Firenze, Vallecchi, 1959.
- Il Santo del lavoro, Torino, L.D.C., 1959.
- La Certosa di Firenze, Firenze, Azienda Autonoma di Turismo, 1960.
- Assisi città santa, Milano, Torriani, 1960.
- Nuovi Santi del giorno, Firenze, Vallecchi, 1960.
- Ama Firenze, Firenze, Istituto Professionale Leonardo da Vinci, 1961.
- Il centenario dell’Istituto Aliotti 1861-1961. Prefazione di Giorgio La Pira, Arezzo: Tip. D. Badiali; 1961.
- Il Concilio di Firenze e gli affreschi di Benozzo, Firenze, Vallecchi, 1961.
- Ricordo della Venerabile Monna Tessa, Firenze, L.E.F., 1961.
- Le date del lavoro a Firenze, (dono del Sindaco di Firenze), Firenze, Stef, 1962.
- I ponti di Firenze, Firenze, Istituto Professionale Leonardo da Vinci, 1962.
- Ella è apparsa, Torino, Frat. Pozzo Salvati, 1962.
- Dio nell'uomo, presentazione del cardinale Giovanni Battista Montini, tavole di Francesco Messina, Milano, Galleria dell'arte Sacra dei contemporanei, 1962.
- Il libro degli esempi, Firenze, Vallecchi, 1963.
- La splendida storia di Firenze, 4 voll., Firenze, Vallecchi, 1964-1970.
- Firenze, Milano, Edizioni Alfieri e Lacroix, 1964.
- Vita senza miracoli, Brescia, La Scuola, 1964.
- Michelangelo, (dono del Sindaco di Firenze), Firenze, Stef, 1964.
- LUI e LEI - Racconti della vita di Gesù e Maria, Firenze, Vallecchi, 1965.
- Vita di Dante, Firenze, Vallechi, 1965.
- Il racconto della Bibbia, Firenze, Vallechi, 1965.
- I Della Robbia, Milano, Arti Grafiche Ricordi, 1965.
- Il racconto dei Vangeli, Firenze, Vallechi, 1965.
- Questa è Firenze, Firenze, Sansoni, 1968.
- Donne come sante, Firenze, Vallecchi, 1968.
- Scoperta di Palazzo Vecchio, Firenze, Vallecchi, 1968.
- Orsanmichele, Milano, Arti Grafiche Ricordi, 1969.
- Santa Reparata. La cattedrale risorta, con G. Morozzi e G. Batini, Firenze, Bonechi, 1970.
- Cento tabernacoli a Firenze, Firenze, Banca Toscana, 1971.
- Gesù di Nazaret, Padova, Edizioni Messaggero, 1971.
- Il Concilio di Firenze, Firenze, Stef, 1972.
- Gli atti degli eretici, Roma, De Luca, 1972.
- I buonomini di San Martino, Firenze, Cassa di Risparmio, 1972.
- Il bicentenario della Camera di Commercio fiorentina, Firenze, Camera di Commercio, 1972.
- I palazzi fiorentini, Firenze, Comitato per l'estetica cittadina, 1972.
- Firenze delle torri, Firenze, Bonechi, 1973.
- L'Anno Santo nella storia, nella letteratura, nell'arte, Firenze, Vallecchi, 1974.
- Le strade di Firenze, con Ennio Guarnieri, 4 voll., Firenze, Bonechi, 1976 , prima a dispense.
- Com'era Firenze cento anni fa, Firenze, Bonechi, 1977.
- Mille Santi del giorno, Firenze, Vallecchi, 1978.
- Maria di Nazaret, Padova, Edizioni Messaggero, 1978.
- Fiabe popolari, con Lina Chiari, Milano, Rusconi, 1978.
- La città di Firenze, Firenze, Bonechi, 1979, dispense settimanali.
- I Medici. Storia di una grande famiglia, Firenze, Bonechi, 1980, pubblicazione a dispense poi in volume.

### Opere postume
- Pagine di una vita, Firenze, Vallecchi, 1981.
- San Casciano, un paese nel Chianti, con Otello Pampaloni, Firenze, Edizioni Medicea, 1985.
- Il tempo de "Il Frontespizio". Carteggio Bargellini - Bo 1930-1943 , di Lorenzo Bedeschi, Roma, San Paolo Edizioni, 1998.
- Piero Bargellini - Giuseppe De Luca, Carteggio (1929-1932), vol. 1, Roma, Storia e Letteratura, 1998, ISBN 978-88-87114-17-1.
- Piero Bargellini - Carlo Betocchi, Lettere (1920-1979), Novara, Interlinea edizioni, 2005, ISBN 978-88-8212-502-8.
- Piero Bargellini, Il miracolo di Firenze. I giorni dell'alluvione e gli «angioli del fango», Firenze, Società Editrice Fiorentina, 2006, ISBN 978-88-6032-022-3.

## Video
- Piero Bargellini: Sindaco di Firenze durante l'alluvione del 1966.
- Chi sono, cosa fanno - Padre Ugolino intervista Piero Bargellini- Canale 48 - 1978.
- Firenze - 4 novembre 1966 Montanelli torna a Firenze (1972).
- L'archivio di Piero Bargellini, 1ª parte, 2020.
- L'archivio di Piero Bargellini, 2ª parte, 2020.
- Case della Memoria, Lo studio di Piero Bargellini, 2020.
- Bargellini: il Babbo di Firenze, 2016.